# Eupteryx melanocephala
Eupteryx melanocephala är en insektsart som beskrevs av Melichar 1902. Eupteryx melanocephala ingår i släktet Eupteryx och familjen dvärgstritar. Inga underarter finns listade i Catalogue of Life.